# Брокардов проблем
Брокардов проблем је нерешен проблем у математици. Траже се природни бројеви n и m за које важи
{\displaystyle n!+3=m^{2},}
где n! је факторијел. Предложио га је Хенри Брокард у радовима из 1876. и 1885, и независно 1913. Сриниваса Рамануџан.